# La princesa cisne III: El misterio del reino encantado
La princesa cisne III: El misterio del reino encantado es una película de animación de 1998 dirigida por Richard Rich, secuela de La princesa cisne y La princesa cisne II: El secreto del castillo.

## Argumento
Todo el reino está preparándose para el "Día del Festival",un día donde habrá carreras de obstáculos y un concurso de talentos. 
Paralelamente Zelda, una bruja que ayudó hace bastantes años a Rothbart a recuperar sus poderes sobre las artes prohibidas, quería poseer dicha magia y para ello necesitaba las notas de Rothbart ( unos conjuros) que estaban en el Castillo del Lago Cisne, la actual residencia de Derek y Odette.
Zelda capturó un pájaro charlatán llamado Whizzer que tiene la capacidad de imitar cualquier voz después de escucharla solo una vez y le chantajeó para ayudarla a conseguir las notas a cambio de su libertad. Aunque las habilidades mágicas de Zelda son limitadas, puede crear una bola de fuego mágica llamada buscador (una especie de bola de fuego que salía de su varita y que permitía encontrar a quien quisiera Zelda, a pesar de que estuviera lejos o intentara huir). Amenazando su vida con esta habilidad, Whizzer va al Castillo del Lago de los Cisnes como espía y escucha cómo Derek y Rogers descubrieron las notas de Rothbart y las escondieron. Odette nunca supo que Derek había encontrado las notas y siempre asumió que si se descubrían tales cosas, las notas serían destruidas de inmediato. Ella trata de convencer a Derek de que se deshaga de esas notas, diciendo que nada bueno saldrá, mientras que Derek mantuvo su creencia de que algún día usaría las notas para el bien.
Después de que Whizzer informa a Zelda, ella va al castillo fingiendo ser una doncella en apuros que estaba huyendo de un reino muy lejano porque su rey la obligaba a tocar el acordeón, y además, disfrazó a Whizzer como un murciélago y le obligó a atacarla. Lord Rogers la "rescató" y se enamoró profundamente de ella, permitiendo a Zelda quedarse en el Castillo del Lago del Cisne.
Zelda llegó en la noche hasta una sala donde había un cofre con las notas de Rothbart en su interior, lo cogió y huyó a su guarida en una cueva, abandonando a Rogers. Las notas de Rothbart contenían los hechizos para obtener el poder para crear,  el poder para transformar y  el poder para destruir, pero Zelda no podía conseguir el último poder porque faltaba un fragmento que le impedía completar el conjuro. Zelda interroga a Whizzer y se entera de que Derek arrancó la parte restante y la tiene escondida.
Por lo tanto Zelda envía a Whizzer a entregar una nota de rescate a Derek para que le entregue el pedazo faltante del hechizo de destruir a cambio de la vida de Odette, a la vez que envía un buscador para que la capture. 
En ese momento, Odette estaba en el bosque en un carruaje con Jean Bob, Veloz y Puffin. Todos vieron al buscador e intentaron huir pero el buscador atrapó a Odette y a Jean Bob donde los llevó a la guarida de Zelda. Derek despude de leer la nota de rescate cogió el fragmento que faltaba, que estaba escondido en un libro y fue a un claro del bosque para reunirse con Zelda. Zelda utilizó el poder de transformación para convertirse en Odette para engañarlo y le arrebató el fragmento de las notas.
Zelda regresa a su guarida para conseguir el último poder: el poder para destruir. Derek junto con Puffin y Whizzer, quien había traicionado a Zelda ahora se une al bando de los buenos, fueron a la guarida de Zelda. Allí se encontraban Jean Bob y Odette transformada en un cisne por Zelda, encerrados ambos en una cúpula de fuego verde que les destruiría si intentaban escapar. Derek, Puffin y Whizzer lanzaron una roca sobre la cúpula de fuego, provocando un enorme agujero en ella y permitiendo escapar a Odette y Jean Bob.
Zelda intentó destruir a Odette y a Derek pero le era muy difícil porque se estaban escondiendo,así que decidió enviar a un buscador para destruir a Odette. Odette y Puffin huyeron volando pero el buscador les seguía incluso por el agua. Whizzer le explicó a Derek que si destruía la varita, el buscador desaparecería. Derek y Zelda forcejearon con la varita donde al final esta se rompió y Zelda cayó en la cúpula de fuego donde fue destruida por completo.
Puffin llegó y le explicó a Derek que ya era demasiado tarde porque el buscador había alcanzado a Odette y esta también había muerto. Derek rompió a llorar y decidió quemar las notas de Rothbart, se disculpa con Odette y reza para que algo bueno pueda salir de ello. Las llamas toman la forma de un cisne, del que Odette se materializa volviendo a la vida. Derek abraza y le dice a Odette que la ama.
Al final llegó el " Día del gran festival" y Jean Bob consiguió ganar la carrera de obstáculos y se cumplió su gran deseo de convertirse en príncipe, aunque por un día. Por otra parte, la Reina Umberta y Rogers bailaron un tango, y aunque rompieron el escenario, consiguieron ganar y Umberta estaba muy contenta  porque había ganado por ser buena bailarina y no por ser reina.

## Reparto y doblaje
| Personaje       | Actor de voz (Estados Unidos) | Actor de voz (España)                                      |
| --------------- | ----------------------------- | ---------------------------------------------------------- |
| Princesa Odette | Michelle Nicastro             | María Antonia Rodríguez / Yolanda de las Heras (canciones) |
| Príncipe Derek  | Brian Nissen                  | José Luis Gil / Adel Hakki (canciones)                     |
| Zelda           | Katja Zoch                    | María Luisa Rubio / Doris Cales (canciones)                |
| Lord Rogers     | Joseph Medrano                | Pedro Sempson / Tony Cruz (canciones)                      |
| Reina Uberta    | Christy Landers               | Marta Martorell                                            |
| Jean Bob        | Donald Sage Mackay            | Ángel Egido                                                |
| Veloz           | Doug Stone                    | Gonzalo Durán                                              |
| Puffin          | Steve Vinovich                | Salvador Aldeguer                                          |
| Whizzer         | Paul Masonson                 | Carlos Ysbert                                              |
| Bromley         | Owen Miller                   | Juan Perucho                                               |
| Rothbart        | Sean Wright                   | Juan Antonio Gálvez                                        |

- Datos: Q4355726